# Лоссимут
Ло́ссимут (англ. Lossiemouth, скотс Lossiemouth, гэльск. Inbhir Losaidh) — город в округе Мори в Шотландии. Расположен на южном берегу залива Мори-Ферт, в устье реки Лосси, в 8 км к северу от административного центра округа — Элгин. 

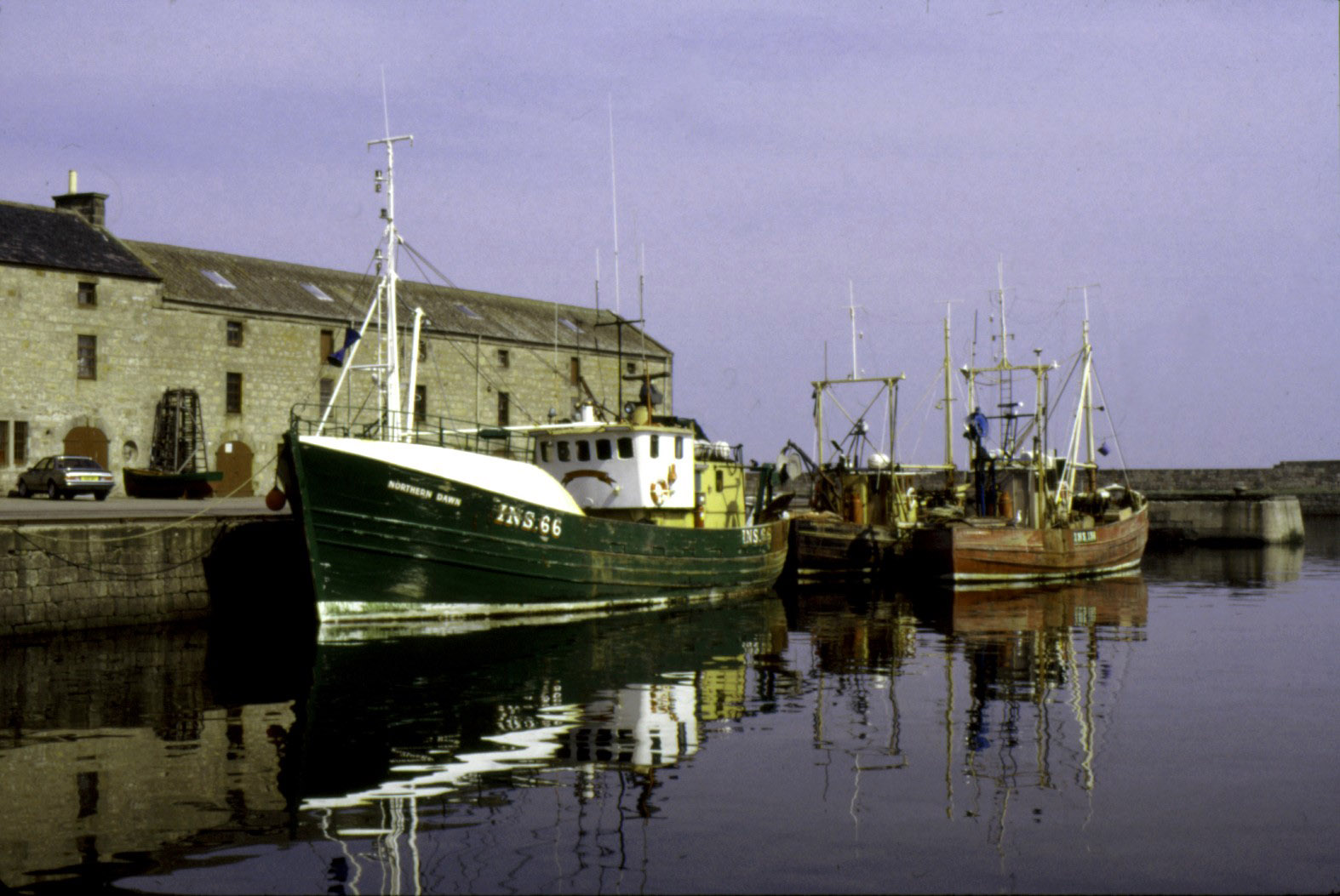
Городская гавань

## Достопримечательности
- Дворец Спини
- Руины замка Даффус